# Societatea de Științe Matematice din România
Societatea de Științe Matematice din România (cunoscută și prin acronimul SSMR) este o organizație profesională a matematicienilor români fondată în anul 1910, ca urmare a eforturilor mai multor iubitori ai matematicii din România.

## Istoric
Revista Gazeta Matematică, fondată în 1895 și al cărei prim număr a apărut la 15 septembrie 1895, a reprezentat prima structurare profesională (în afara sistemului educațional) a matematicii din România.
Aceeași entuziaști fondatori, mai exact redactorii Gazetei Matematice, au decis în august 1909 înființarea Societății Gazeta Matematică, o organizație profesională a matematicienilor și iubitorilor matematicii români. Societate care a fost recunoscută prin lege de Adunarea Deputaților la data de 5 aprilie 1910.

## Numele societății
Numele inițial al societății (Societatea Gazeta Matematică) a fost schimbat ulterior în Societatea de Matematică și Fizică, iar apoi în Societatea de Științe Matematice din România' (cunoscută și prin acronimul SSMR), nume care a rămas până astăzi.

## Rol educațional
SSMR a organizat, printre alte evenimente notabile, și prima Olimpiadă Internațională de Matematică, în 1959 la Brașov.

## Filiale
- Lista Arhivat în 29 aprilie 2013, la Wayback Machine. celor 53 de filiale ale Societății de Științe Matematice din România (majoritatea sunt filiale județene, dar există și filiale locale, orășenești)